# Compressão de banda
Compressão de Banda é o ato de prover formas a tornar os dados que fluem através da banda menores. Uma forma de se diminiur o fluxo de dados na banda é fazendo compressão dos dados dos pacotes que fluem através da banda, outra é também comprimir porém os cabeçalhos dos pacotes.